# Marie Meynadier
 (juillet 2022).
Il peut être nécessaire de l'améliorer pour respecter le principe de neutralité de point de vue. Veuillez consulter la page de discussion pour plus de détails.

 (novembre 2022).
Pour les articles homonymes, voir Meynadier.
Marie Meynadier, née le 11 mai 1961 à Tlemcen en Algérie, est une physicienne, ingénieure et dirigeante d'entreprise française. Elle est membre de l'Académie des technologies.

## Biographie

### Formation
Marie Meynadier est titulaire d’un diplôme d’ingénieur de Télécom Paris et d’un doctorat en physique de l’École Normale Supérieure.

### Carrière

#### Chercheuse en micro-électronique
Marie Meynadier commence sa carrière aux Etats-Unis chez BellCore puis ATT Bell Labs, où elle mène des recherches sur les dispositifs semi-conducteurs. De retour en France, elle rejoint la Délégation générale à l'armement où elle prend la direction de programmes de développement nationaux et internationaux en électronique, optique et micro-électronique qui déboucheront sur la création de plusieurs sociétés. 

#### Dirigeante dans le domaine médical
Marie Meynadier bifurque vers les technologies médicales en 1998 en prenant la direction de la start-up Biospace lab, spécialisée dans l'imagerie moléculaire du petit animal pour la recherche, depuis l'in vitro (autoradiographie) à l'in vivo (optique et scintigraphie),.
En parallèle, elle devient directrice générale de Biospace med, société fondée en 1989 sous le nom de Biospace Instruments par Georges Charpak, pour diffuser sa technologie brevetée de détection des particules, qui lui a valu le prix Nobel de physique en 1992. Sous l'impulsion de Marie Meynadier, cette société devient pionnière de l'imagerie orthopédique en 3D. Elle est rebaptisée EOS imaging en 2005, avant d'être introduite en Bourse en 2012. C'est alors l'une des rares femmes dirigeantes d'une telle société cotée. À ce titre, elle est élue Femme de l'année dans l'industrie en 2013 par le magazine L'Usine nouvelle

#### Autres activités
Marie Meynadier quitte la direction d'EOS imaging en 2019. Depuis lors, elle se consacre à ses mandats d'administratrice de différentes sociétés de la medtech. 
Par ailleurs, elle a été membre du Conseil de l'Innovation entre 2018 et 2020 en tant que personnalité qualifiée et membre du Comité de pilotage de l’Agence d’Innovation de Défense.